# カール・ウィットフォーゲル
カール・アウグスト・ウィットフォーゲル（ヴィットフォーゲル、英語: Karl August Wittfogel 1896年9月6日 - 1988年5月25日）は、ドイツ・アメリカの中国学者、社会学者、歴史学者、劇作家。中国名は魏復古。
フランクフルト学派の一員であったほか、東洋史、とりわけ中国研究において活躍し、「中心」「周辺」「亜周辺」といった文明における三重構造の概念を提示した。主著『東洋的専制主義（オリエンタル・デスポティズム）』で知られる。

## 経歴
現在のニーダーザクセン州ヴォルタースドルフで生まれた。フランクフルト大学で学ぶ。早くから社会主義運動に加わり、ドイツ独立社会民主党員をへてドイツ共産党員となった。1933年にナチスが政権を掌握すると一時投獄されるが、その後アメリカに亡命してアメリカ国籍を獲得した。このころ中国にも訪れている。第二次世界大戦後はパトリック・マッカランの委員会に加わるなど反共主義に転向し、ワシントン大学などで中国史を教えた。
青年期より中国に関心を抱き、中国の社会経済について研究を進め、官僚制の起源とされる四大文明が河川の流域に位置し水利事業と大規模灌漑農業に基づいた共通点から水力社会と名づけた。また、周辺民族が中国に同化されるという従来までの理解を改め、遼・金・元・清を「征服王朝」という概念を通じて考えた。
さらになぜ西洋や日本のようなウィットフォーゲルが文明の「亜周辺」と呼ぶ地域で資本主義が発達し、資本主義地帯から遠いソ連やモンゴル人民共和国から社会主義革命が起き、「亜周辺」の対極にある中華人民共和国、エジプト、イラク、インド、パキスタンのようなかつて四大文明の栄えた地域が社会主義国家となった問題に対し、アジア的生産様式の概念を利用して「アジア的専制政治」として説明した。
ウィットフォーゲルのこの仮説はその理論通りにヨシフ・スターリンや毛沢東が自然改造計画や大躍進政策などで運河とダムの建設や灌漑農業の集団化に邁進していた当時では反響が大きく、同じく中国を研究するジョゼフ・ニーダムからも激しい反論も招いている。

## 『東洋的専制主義』（1957年）の日本語訳書
- 『東洋的専制主義』（アジア経済研究所訳、論争社、1961年）
- 『オリエンタル・デスポティズム――専制官僚国家の生成と崩壊』（湯浅赳男訳、新評論、1991年）
- 『新装普及版・オリエンタル・デスポティズム――専制官僚国家の生成と崩壊』（湯浅赳男訳、新評論、1995年）

## その他の日本語訳書
- 『支那社会の科學的研究』（岩波書店［岩波新書］、平野義太郎・宇佐美誠次郎訳、1939年）
- 『解体過程にある中国の経済と社会（上・下）』（原書房、1977年）